# Berg van Barmhartigheid (Antwerpen)

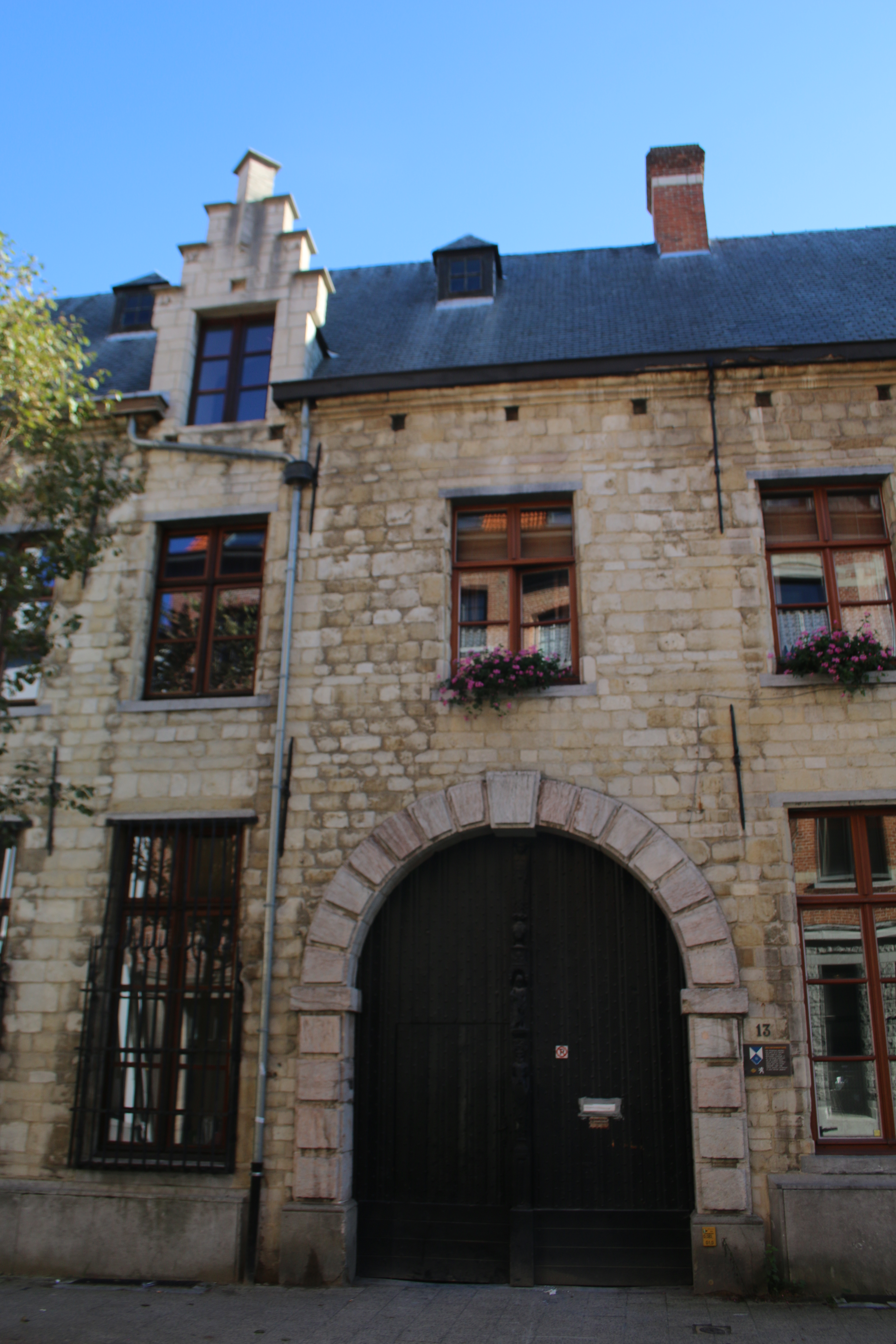

De Berg van Barmhartigheid is een historisch gebouw aan de Venusstraat in Antwerpen. Het was een Berg van barmhartigheid (pandjeshuis) die op 6 februari 1620 werd opgericht door Wenceslas Cobergher.
In 1561 werden in de Venusstraat  pakhuizen voor de Engelse Natie opgericht. Die had haar zetel in het aangrenzende Hof van Liere. Het complex is in opdracht van de stad door een aantal speculanten opgetrokken. Zij mochten aan het pakhuis zolders, kelders en woningen toevoegen om te verhuren. Het complex bestond uit een straatvleugel met dwars daarop het pakhuisvolume. In 1619 werd Wenceslas Coeberger aangesteld als surintendant-generaal van de Bergen van Barmhartigheid.  Coeberger kocht de pakhuizen van de Engelse Natie om er een Berg van Barmhartigheid onder de brengen. De pakhuizen werden aangepast met een veilingzaal, vergaderzaal, beheerderswoning en administratieve lokalen. Het pakhuis werd gebruikt voor de opslag van de in pand gegeven goederen. Er werd een kluis ingericht voor waardevolle stukken. De woningen rondom stonden ter beschikking van de werknemers van de Berg, om zelf te bewonen of te verhuren. Vanaf 1804 kwam het beheer van de instelling in handen van het Weldadigheidsbureel en het Bestuur van de Burgerlijke Godshuizen. De woningen rondom het pakhuis werden per twee samengevoegd en in 1840 omgevormd tot sociale woningen. De Berg werd in 1946 afgeschaft. Toen werden de gebouwen omgevormd tot het stadsarchief en ingrijpend verbouwd naar plannen van André Fivez. Enkel de voorgevel van de straatvleugel en de woningen bleven  behouden. Het centrale pakhuis werd gesloopt en vervangen door een archieftoren. Het archief was er gehuisvest tussen 1956 tot 2006. Het pand wordt nu gebruikt door adic, Antwerps Drug Interventie Centrum. Sinds 1987 is het gebouw beschermd erfgoed.

## Afbeeldingen

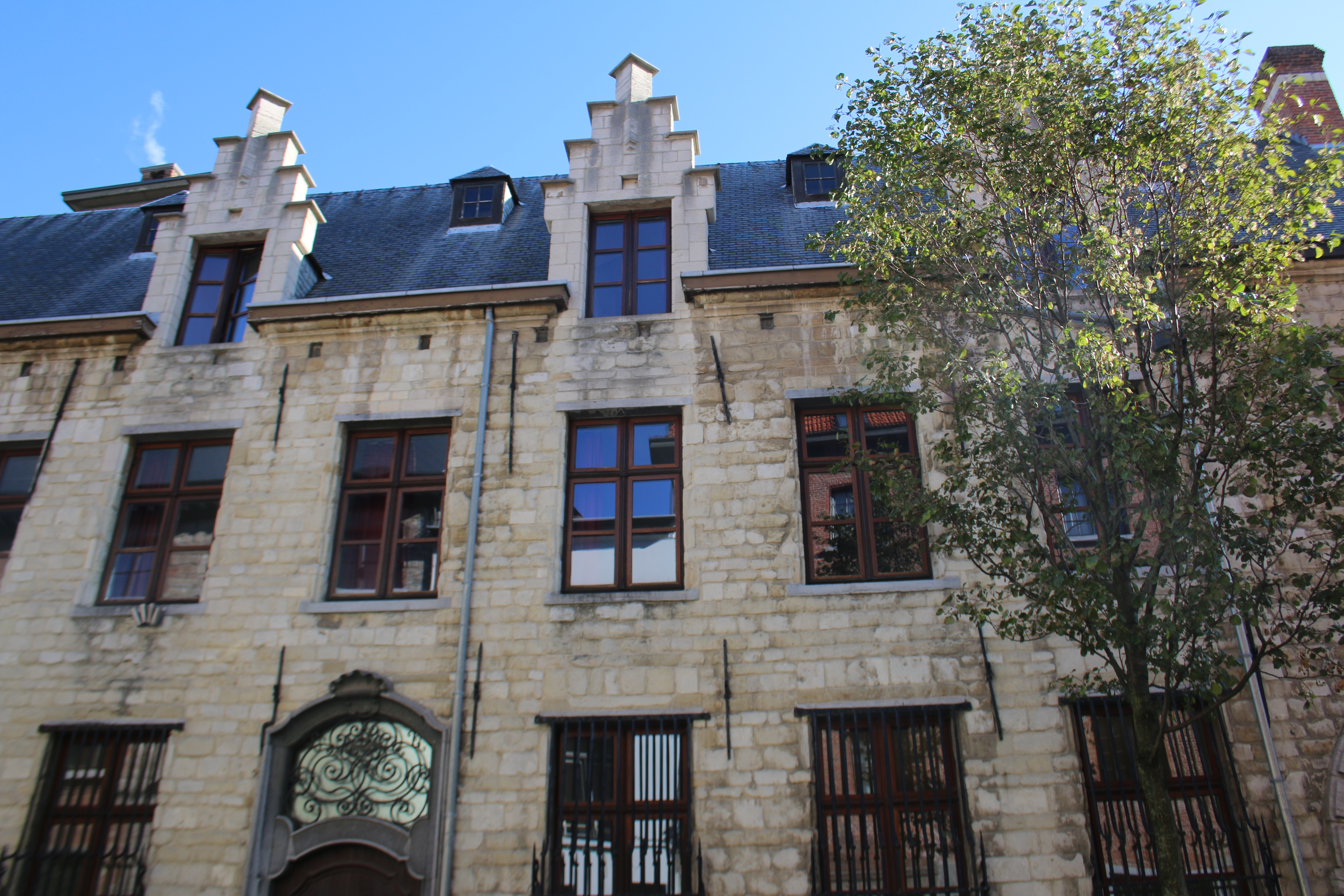
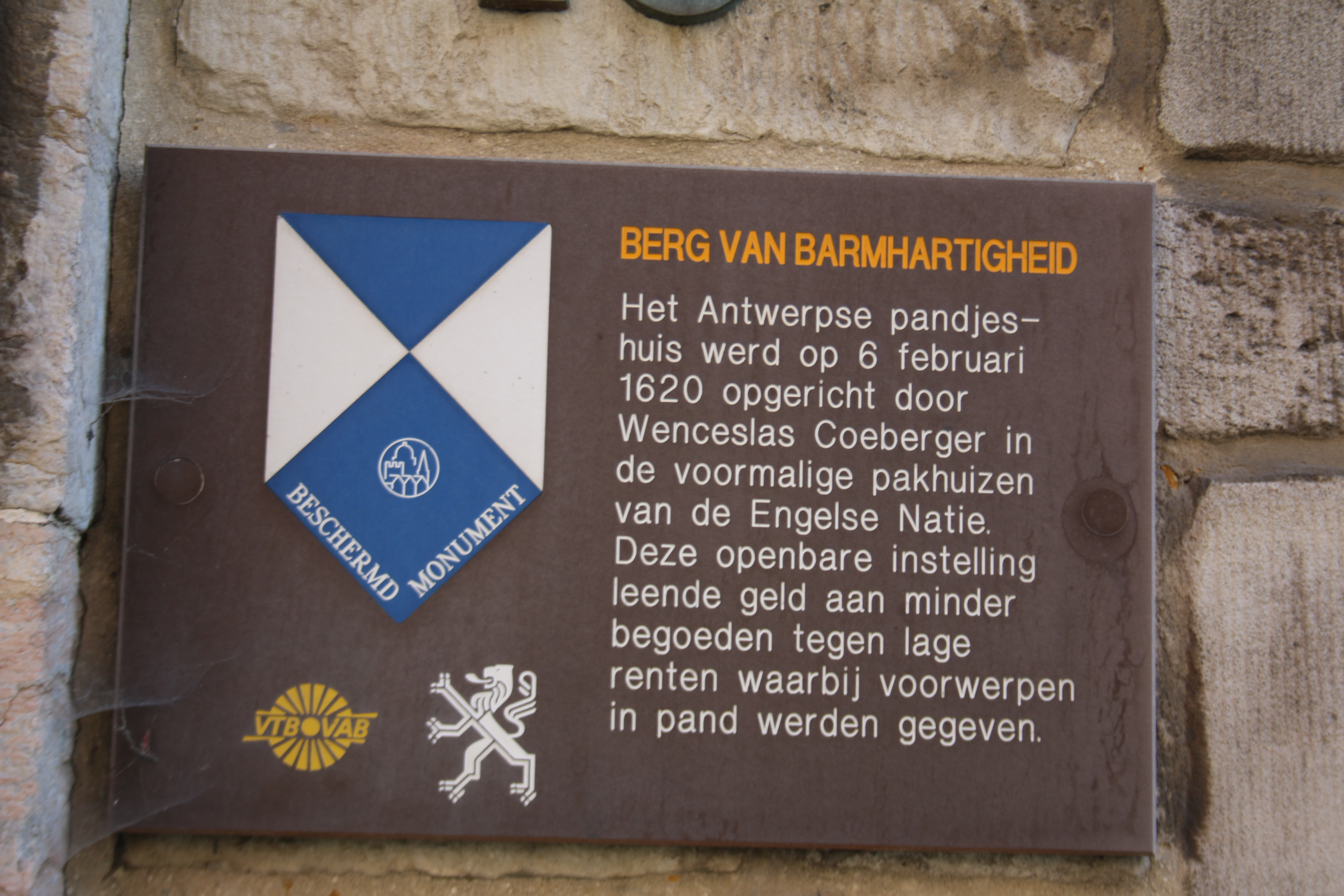
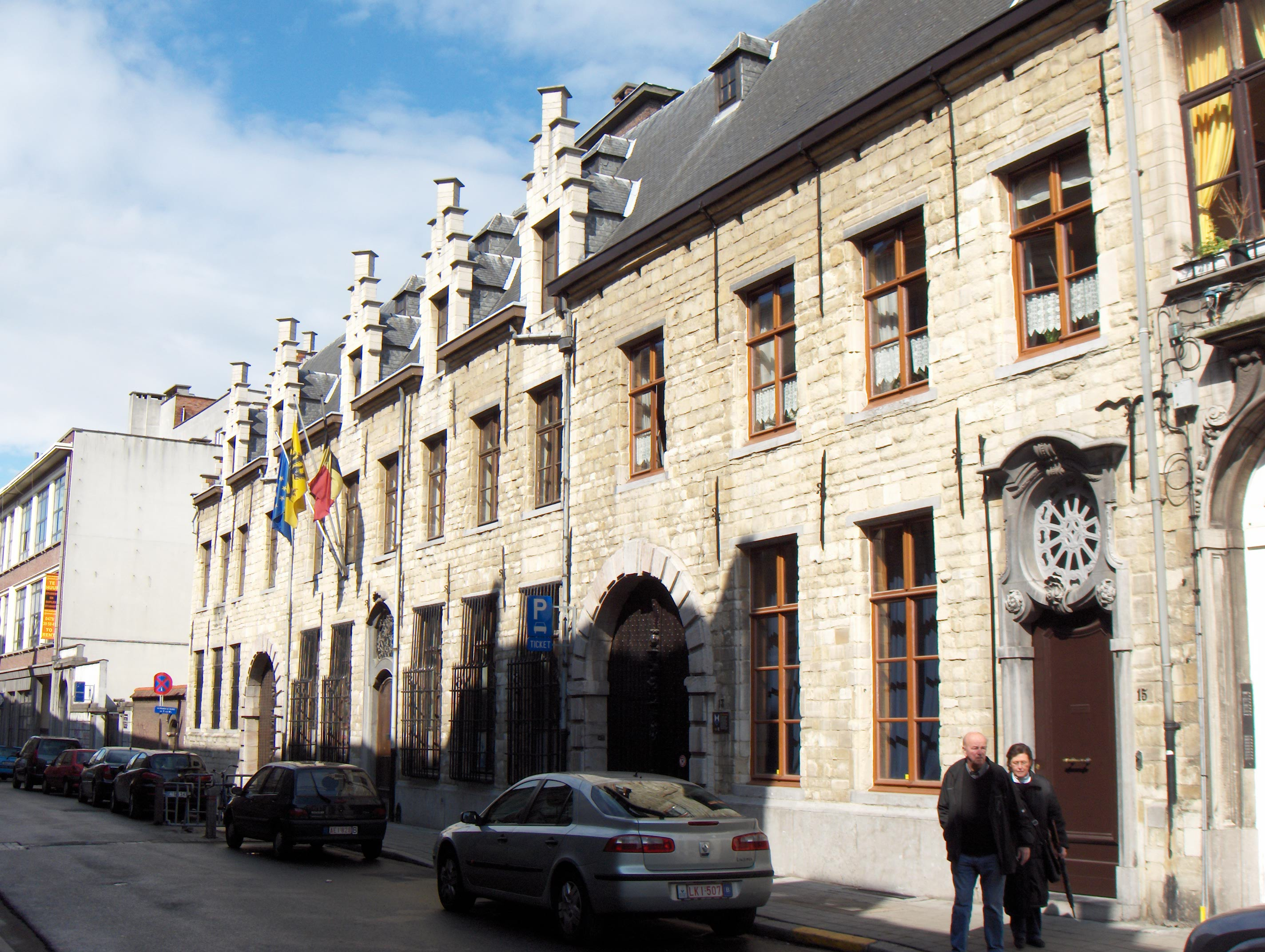